# Terras do Infante
A Terras do Infante é uma associação de municípios portuguesa, constituída pelos concelhos de Lagos, Vila do Bispo e Aljezur, na região do Algarve.

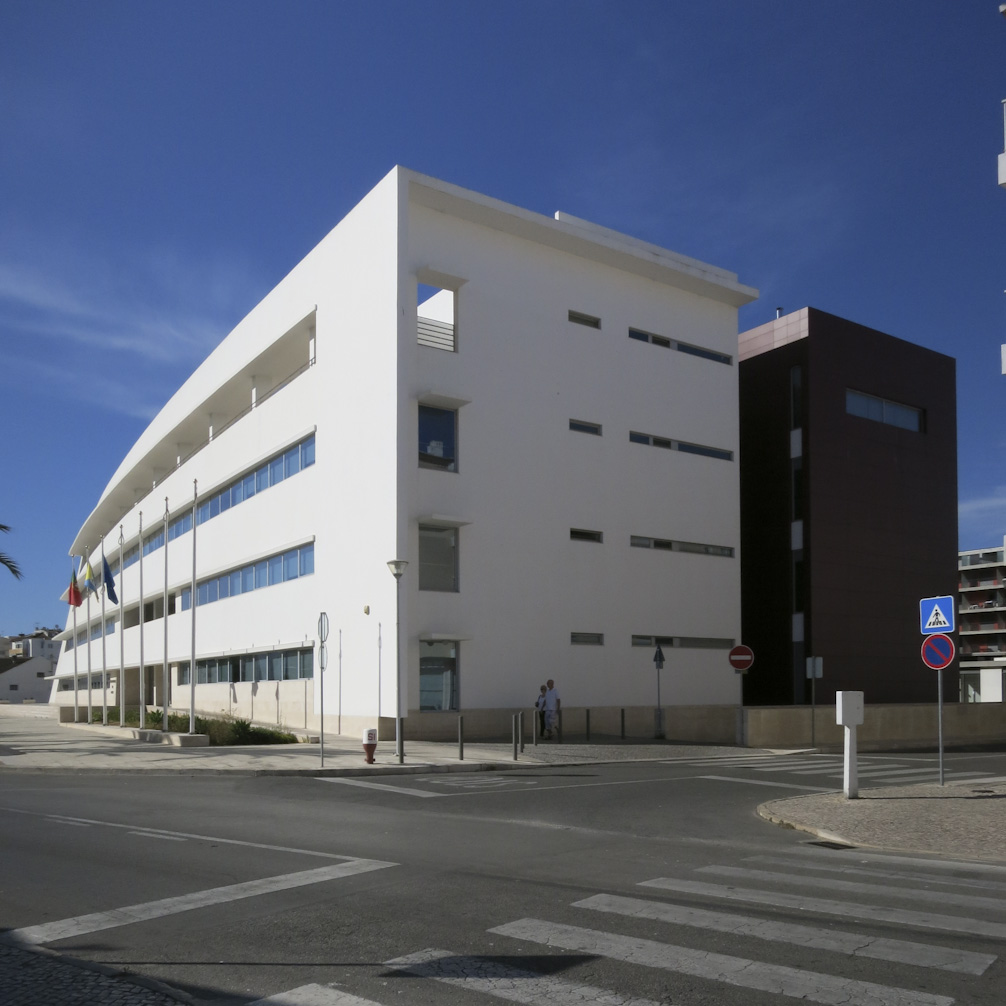
Edifício dos Paços do Concelho Século XXI, onde se encontra sedeada a associação das Terras do Infante.

## Descrição e história
A associação tem como finalidade participar no planeamento e na organização de várias iniciativas e na tomada de decisões em várias temáticas envolvendo os municípios, incluindo, a cultura, o ensino, a saúde e a segurança social. Dedica-se em particular à defesa dos recursos florestais, com vista à prevenção de incêndios. Por exemplo, em Janeiro de 2018 acrescentou novos membros às equipas de sapadores florestais, que tinham como finalidade fazer a vigilância e a prevenção de fogos florestais, como parte do Plano Intermunicipal de Intervenção na Floresta, sendo responsáveis pela desmatação e abertura de aceiros, entre outras operações. Em termos de apoio à educação, destacam-se os Prémios de Mérito Escolar, que foram entregues aos melhores alunos do 12.º ano de escolaridade em dois estabelecimentos de ensino de Lagos, em 2018 e 2019.
Este órgão foi fundado em 2000, tendo inicialmente sido criado apenas para facilitar a organização e preservação das áreas florestais nos três concelhos de Lagos, Vila do Bispo e Aljezur. Em Março de 2019, a associação foi responsável pela organização do primeiro Congresso Intermunicipal das Terras do Infante, com o tema Mar – oportunidades, desafios e ameaças, que teve lugar no Centro Cultural de Lagos, e onde foram discutidos vários temas relacionados com o oceano, como a economia, o turismo e o desporto.
Em Agosto de 2022, os municípios da Terra do Infante recusaram os aumentos nas tarifas de água recomendados pelo governo central devido à situação de seca, alegando que esta medida «só agravaria o custo de vida de cada agregado familiar». Acrescentaram igualmente que já tinham tomado medidas diversas, do conhecimento das suas populações, por forma a mitigar os efeitos da seca hidrológica nos seus concelhos, na região e no país, de resto, com resultados positivos», e acrescentaram que a situação «não se trata, mitiga ou resolve com medidas avulsas e desgarradas, mas sim de forma integrada, séria e responsável na esfera nacional».